# Felsgravuren von Fornols
Die Felsgravuren von Fornols liegen auf einem Felsblock südlich von Campôme im „Parc naturel régional des Pyrénées catalanes“ im Département Pyrénées-Orientales in Frankreich. Die Petroglyphen stammen aus dem Jungpaläolithikum und bestehen aus einem Gewirr von Stichen, geometrischen Mustern, sowie Steinböcken, Gämsen und Vögeln.

Felsgravuren von Fornols
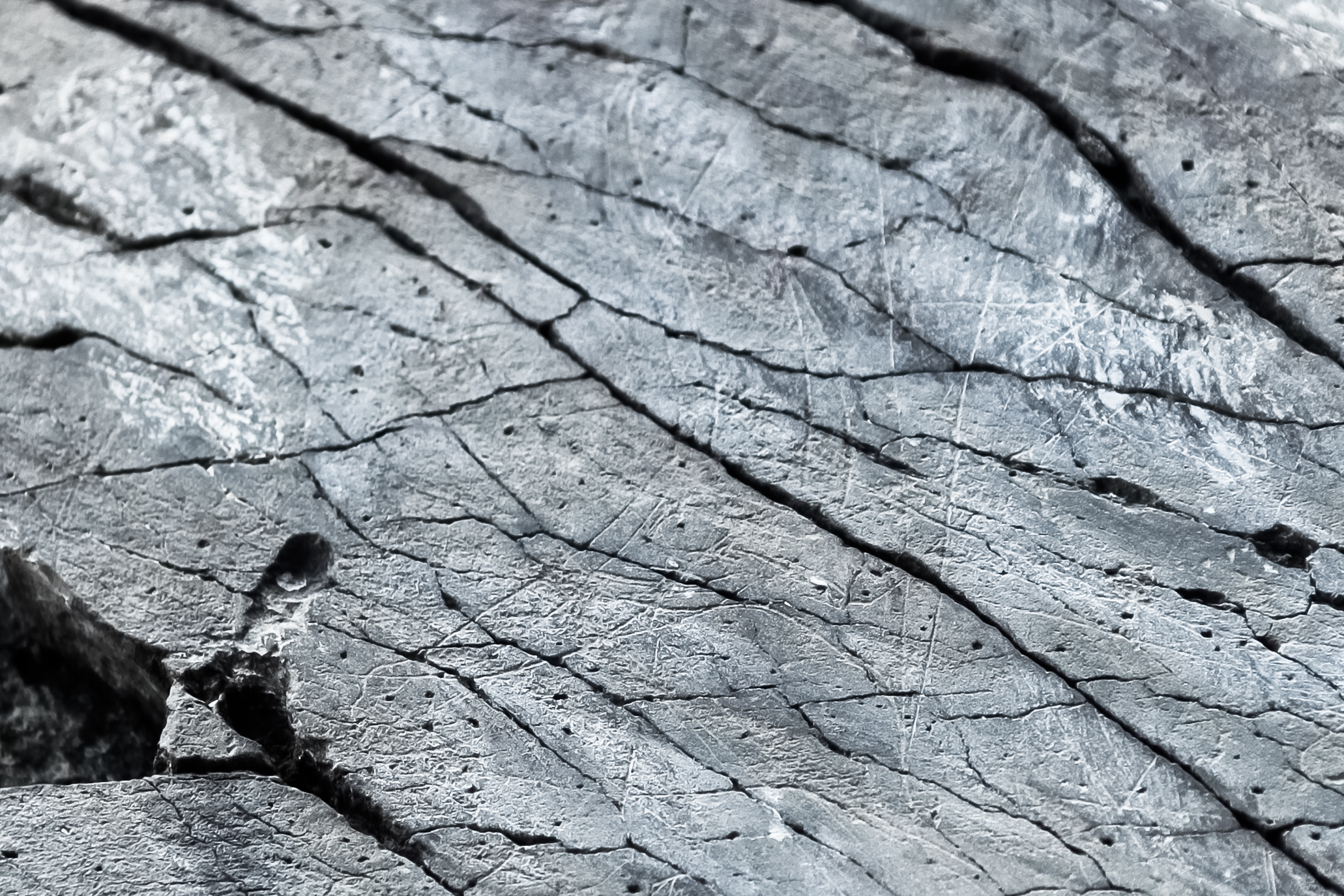
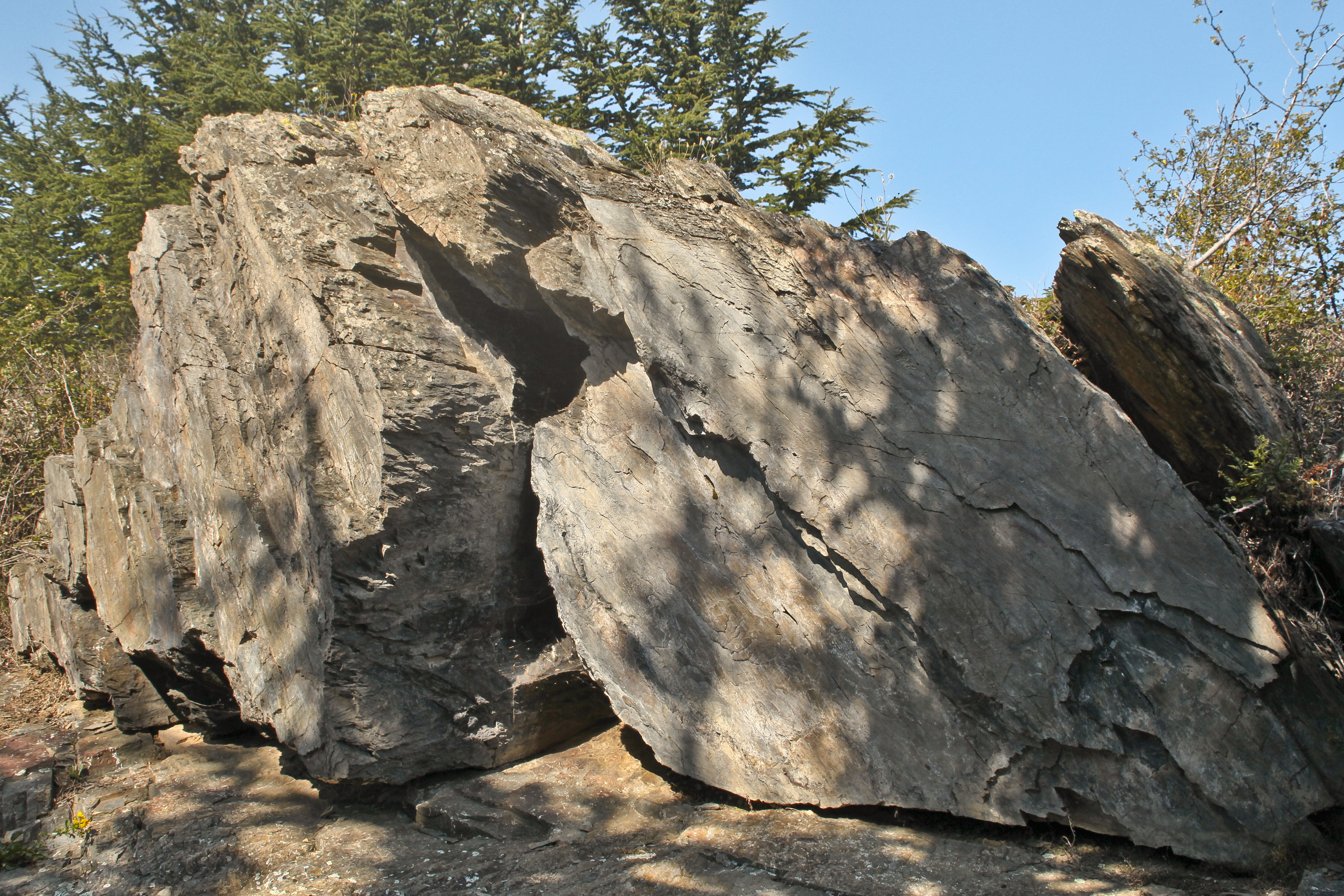
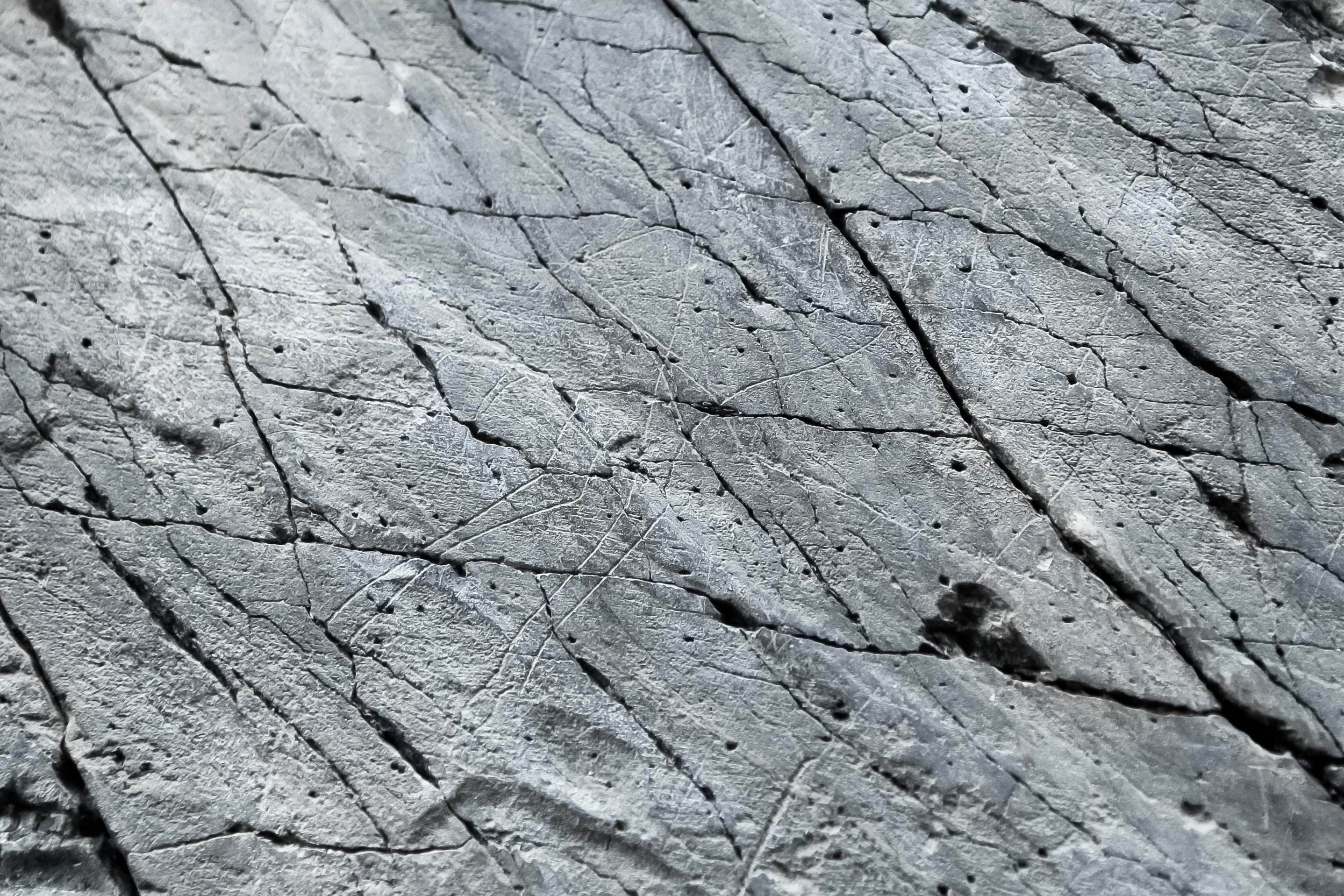
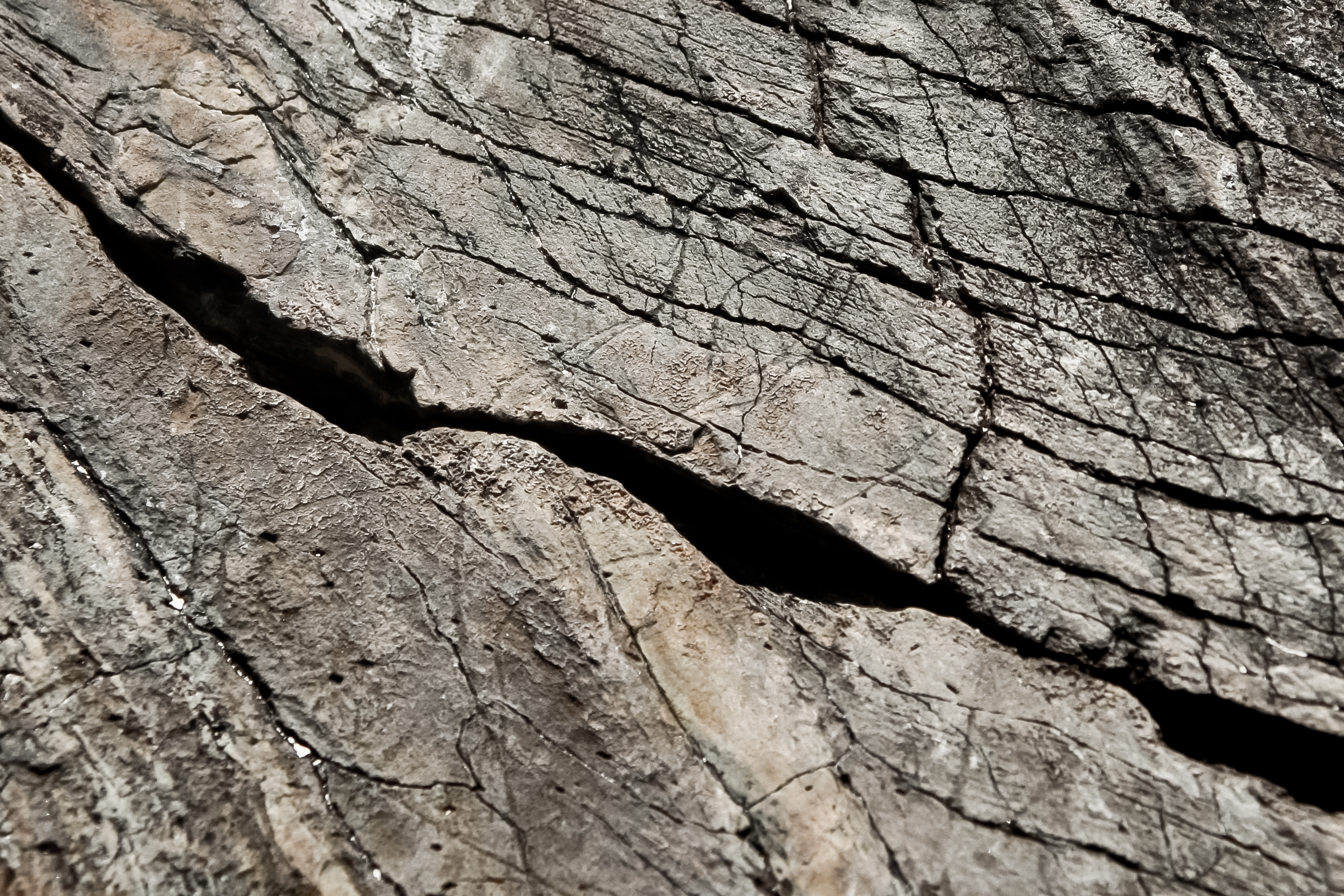

Die Felsgravuren von Fornols sind seit 2008 als Monument historique eingestuft.